# Lontar (Kemiri)
Lontar is een bestuurslaag in het regentschap Tangerang van de provincie Banten, Indonesië. Lontar telt 5824 inwoners (volkstelling 2010).